# Johnny Mercer
John Herndon Mercer (ur. 18 listopada 1909 w Savannah, zm. 25 czerwca 1976 w Hollywood) – amerykański autor tekstów, piosenkarz i kompozytor. W 1947 roku otrzymał Oscara w kategorii najlepsza piosenka.
Posiada swoją gwiazdę w Hollywoodzkiej Alei Gwiazd.